# لئوناردو ولیس
لئوناردو ولیس (اسپانیایی: Leonardo Véliz‎؛ زادهٔ ۳ سپتامبر ۱۹۴۵) بازیکن و مربی فوتبال اهل شیلی بود.
از باشگاه‌هایی که در آن بازی کرده‌است می‌توان به باشگاه فوتبال کولو-کولو اشاره کرد.
وی همچنین در تیم ملی فوتبال شیلی بازی کرده‌است.